# Происхождение языка: Факты, исследования, гипотезы
«Происхождение языка: Факты, исследования, гипотезы» — научно-популярная книга российской лингвистки Светланы Бурлак, призванная суммировать все достижения современной лингвистики в решении основных вопросов глоттогенеза. Первая в России монография, целиком посвящённая этой теме.

## Содержание
Книга описывает современные теории происхождения языка, не отдавая предпочтения какой-либо из них. В повествование включены исследования из разных сфер, как гуманитарных, так и естественнонаучных.

## Научные редакторы
- Татьяна Ахутина, доктор психологических наук (глава 2)
- Станислав Дробышевский, кандидат биологических наук (глава 4)
- Жанна Резникова, доктор биологических наук (глава 5)
- Александр Марков, доктор биологических наук (глава 6)

## История выхода
Первое издание вышло в 2011 году. В 2020 году было выпущено переиздание, дополненное научными открытиями, совершёнными за этот период, в результате чего содержание книги расширилось и появилась новая глава. В 2021 году книга стала доступна для бесплатного скачивания в электронном виде в рамках проекта Дигитека.

## Реакция
Книга получила положительный отзыв научного журналиста Бориса Жукова. Кандидат биологических наук Александр Балакирев назвал её лучшей книгой об изменениях в языке и отметил непростой язык повествования.
Книга вошла в длинный список премии научно-популярной литературы «Просветитель» за 2010 год. В 2019 году она вошла в список пяти лучших научно-популярных книг о лингвистике и языках, подготовленный лингвистом Александром Пиперски для портала «Горький».